# Dessino
Dessino  este un oraș în Grecia în prefectura Ahaia.